# Christian III. (Oldenburg)
Graf Christian III. von Oldenburg (urkundlich bezeugt 1269 in Oldenburg; † 1285 ebenda) war Graf von Oldenburg.

## Leben
Christian III. war der Sohn von Johann I. von Oldenburg und Rixa von Hoya. Er wurde erstmals urkundlich 1269 als dei gratia comes in Aldenborch erwähnt, ab 1272 erscheint sein Bruder Otto II. als Mitaussteller gräflicher Urkunden. Ihr Onkel Otto von Oldenburg, Abt des Klosters Rastede, führte nach dem Tode Johanns I. um 1270 die Regentschaft für dessen minderjährige Söhne.
In die Anfangsphase seiner Herrschaft fällt der Ministerialenaufstand des Ritters Robert von Westerholt. Der Aufstand wurde von Ludolf von Oldenburg-Bruchhausen unterstützt. Die Aufständischen drangen im Verlaufe der Kriegshandlungen in die Stadt Oldenburg ein, die aber von Christian, der die Burg Oldenburg verteidigte, in Brand gesteckt wurde, so dass die Angreifer weder Schutz noch Nahrung vorfanden und erfolglos abzogen. In der Schlacht in der Tungeler Marsch errang der sie verfolgende Graf dann einen entscheidenden Sieg, wobei neben anderen Adeligen auch Robert gefangen genommen wurde. Die Rasteder Chronik schildert ausführlich diesen Sieg des Grafen über seine aufständischen Ministerialen.
Christian III. wird in den zeitgenössischen Quellen als friedliebend und kirchenfreundlich geschildert („lebten die Bauern in Frieden und völliger Ruhe“), der Frömmigkeit mit fröhlicher Lebensart zu vereinen wusste („liebte den Wein“).

## Ehe und Nachkommen
Aus seiner Ehe mit Jutta von Bentheim sind drei Söhne nachzuweisen:
- Christian
- Johann II. (urkundlich bezeugt 1272; † 1315) folgte seinem Vater nach dessen Tod als Graf von Oldenburg
- Otto I. (vor 1344–1348) wurde 1344 Erzbischof von Bremen.